# دره تاریک
دره تاریک (آلمانی: Das finstere Tal) فیلمی در ژانر وسترن به کارگردانی آندرس پروچاسکا است که در سال ۲۰۱۴ منتشر شد. از بازیگران آن می‌توان به سم رایلی، توبیاس مورتی، کسنیا جورجا آسنتسا و کلیمنس شیک اشاره کرد.